# بیمارستان روان‌پزشکی مارلبورو
بیمارستان روان‌پزشکی مارلبورو (انگلیسی: Marlboro Psychiatric Hospital) یک بیمارستان عمومی در شهر مارلبورو، شهرستان مونمووث، ایالت نیوجرسی، ایالات متحده آمریکا بود که زیر نظر ایالت نیوجرسی به فعالیت می‌پرداخت. ساخت این بیمارستان در سال ۱۹۲۹ شروع شد. بعد از ساخت این بیمارستان، در اوایل سال ۱۹۳۱ با مدیریت پزشکی دکتر جی.بی. گورردون شروع به فعالیت کرد. طبق نقشه، مساحت محوطه بیمارستان بالغ بر ۴۶۸ جریب فرنگی (۱۸۹ هکتار) بود. وقتی این بیمارستان تعطیل گردید، مساحت بیمارستان بالغ بر ۵۹۴ جریب‌فرنگی (۲۴۰) هکتار بود و این نمایانگر این است که با گذشت سالها، مساحت محوطه بیمارستان افزایش یافته‌است. هنگام شروع به فعالیت، ظرفیت پذیرش این بیمارستان ۵۰۰ تا ۸۰۰ بیمار بود. بعد از شروع به فعالیت، ساخت و ساز در محوطه ادامه یافت و بعد از پایان و تکمیل بیمارستان، پیش‌بینی شده بود که ظرفیت پذیرش بیمار به ۲٬۰۰۰ نفر افزایش یابد. این بیمارستان در روز ۱ ژوئیه ۱۹۹۸، تعطیل گردید.